# Cua de ventall de Kadavu
El cua de ventall de Kadavu (Rhipidura personata) és un ocell de la família dels dicrúrids (Dicruridae).

## Hàbitat i distribució
Viu a matolls de ribera i zones amb arbusts de l'illa de Kadavu, a les Fiji sud-occdentals.